# Rothmann (cráter)

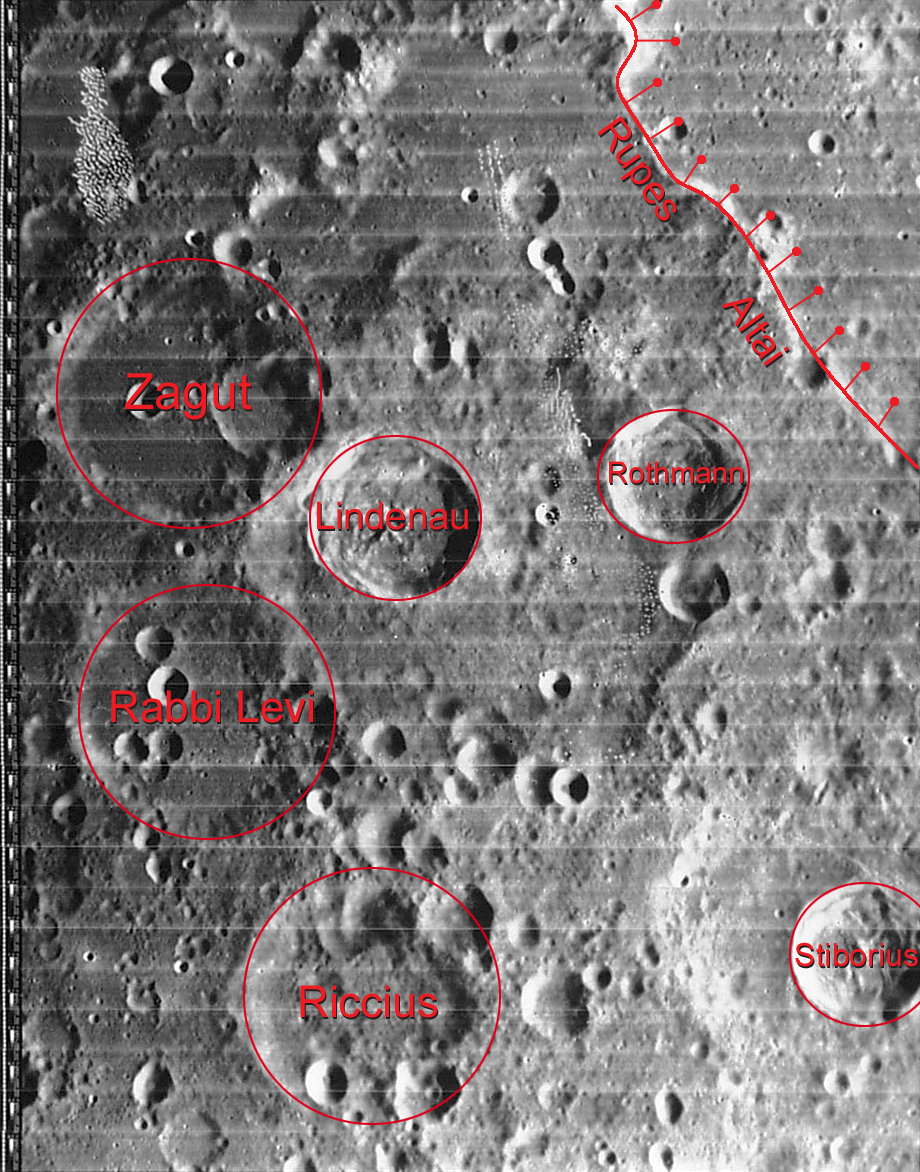
Localización de Rotmann (esquina superior derecha de la imagen)

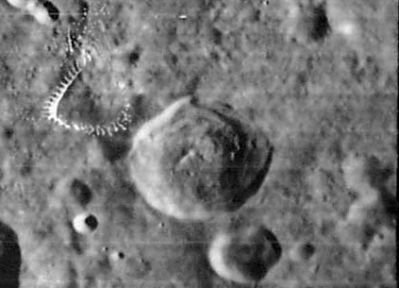
Fotografía de la misión Lunar Orbiter 4

Rothmann es un cráter de impacto situado en la parte sureste de la cara visible de la Luna, a alrededor de un diámetro de distancia al suroeste de la escarpadura Rupes Altai. A su vez, el cráter Lindenau, ligeramente más grande, se encuentra al sudoeste de Rothmann.
|  |

Se trata de un cráter relativamente reciente, por lo que no está erosionado significativamente. El borde externo es circular y no se superpone a otros cráteres destacables. Las paredes interiores se han desplomado, formando terrazas en algunos lugares. El suelo interior es algo irregular, y presenta una elevación central cerca del punto medio.

## Cráteres satélite
En los mapas lunares clásicos son identificados situando la letra en el lado del punto medio del cráter más cercano a Rothmann.
|          | \| Rothmann \| Coordenadas \| Diámetro \| \| -------- \| ----------------------------- \| -------- \| \| A \| 29°24′S 27°36′E / -29.4, 27.6 \| 8 km \| \| B \| 31°48′S 28°24′E / -31.8, 28.4 \| 21 km \| \| C \| 28°36′S 25°06′E / -28.6, 25.1 \| 19 km \| \| D \| 28°54′S 22°48′E / -28.9, 22.8 \| 14 km \| \| E \| 32°54′S 29°12′E / -32.9, 29.2 \| 10 km \| \| F \| 29°06′S 28°00′E / -29.1, 28.0 \| 7 km \| \| G \| 28°24′S 24°18′E / -28.4, 24.3 \| 92 km \| \| H \| 29°06′S 25°24′E / -29.1, 25.4 \| 11 km \| \| J \| 29°18′S 25°42′E / -29.3, 25.7 \| 8 km \| \| K \| 28°48′S 24°24′E / -28.8, 24.4 \| 6 km \| \| L \| 29°12′S 28°42′E / -29.2, 28.7 \| 14 km \| \| M \| 31°12′S 29°48′E / -31.2, 29.8 \| 16 km \| \| W \| 30°48′S 26°36′E / -30.8, 26.6 \| 11 km \| |          |
| Rothmann | Coordenadas | Diámetro |
| A        | 29°24′S 27°36′E / -29.4, 27.6 | 8 km     |
| B        | 31°48′S 28°24′E / -31.8, 28.4 | 21 km    |
| C        | 28°36′S 25°06′E / -28.6, 25.1 | 19 km    |
| D        | 28°54′S 22°48′E / -28.9, 22.8 | 14 km    |
| E        | 32°54′S 29°12′E / -32.9, 29.2 | 10 km    |
| F        | 29°06′S 28°00′E / -29.1, 28.0 | 7 km     |
| G        | 28°24′S 24°18′E / -28.4, 24.3 | 92 km    |
| H        | 29°06′S 25°24′E / -29.1, 25.4 | 11 km    |
| J        | 29°18′S 25°42′E / -29.3, 25.7 | 8 km     |
| K        | 28°48′S 24°24′E / -28.8, 24.4 | 6 km     |
| L        | 29°12′S 28°42′E / -29.2, 28.7 | 14 km    |
| M        | 31°12′S 29°48′E / -31.2, 29.8 | 16 km    |
| W        | 30°48′S 26°36′E / -30.8, 26.6 | 11 km    |